# 固形茶
固形茶是一种细条形再加工茶。茶粉由茶叶研磨而成，再加入食品粘合剂，调和压制成细条便得到成品。1980年中国浙江省杭州市引入了固形茶。形状像面条或粉丝，有圆形和三角形两种断面，长1—2厘米，直径0.1一0.15厘米。制造过程分为茶叶处理、粘合利调制、茶与粘合利拌和、挤压造型干燥、整形等。茶叶需磨成直径为100多微米的微粒，然后加入植物性淀粉和蛋白质及35—40％的水调成糊状，以多扎钢板的挤压机用50千克／厘米的压力挤出长条形，薄摊在筛板上，直接用热风吹干，到含水量为10％左右时铲下，用低温长供至足干。此时的固形茶形状长短不—，需分筛整理成统一规格，包装贮藏。